# Боровківська сільська рада
Боровкі́вський старостинський округ — орган представництва населення у Кам'янському районі Дніпропетровської області. Адміністративний центр — село Боровківка.

## Загальні відомості
- Населення ради: 1 861 особа

## Населені пункти
Сільській раді підпорядковані населені пункти:
- с. Боровківка
- с. Авксенівка
- с. Вільні Хутори
- с. Матюченкове
- с. Павло-Григорівка
- с. Ярок

## Розташування
На півночі територія ради межує з територією Водянської сільської ради, на заході — Дмитрівської сільської ради, на сході — Першотравенської сільської ради, на півдні — Малоолександрівської сільської ради та Верхівцевської міської ради.

## Територія
Загальна територія — 10901,4001 га.
- Під забудовою — 2214,7 га.
- Ставків — 0 га.
- Ріллі — 6546,3819 га.
- Пасовищ — 204,1 га.

## Склад ради
Рада складається з 16 депутатів та голови.
- Голова ради: Глоба Тетяна Федорівна
- Секретар ради: Середа Світлана Володимирівна

### Керівний склад попередніх скликань
| Прізвище, ім'я, по батькові | Основні відомості                                                         | Дата обрання | Дата звільнення |
| --------------------------- | ------------------------------------------------------------------------- | ------------ | --------------- |
| Демчук Надія Тимофіївна     | Сільський голова, 1958 року народження, освіта вища, позапартійна         | 26.03.2006   | 31.10.2010      |
| Демчук Надія Тимофіївна     | Сільський голова, 1958 року народження, освіта вища, член Партії регіонів | 31.10.2010   | 01.01.2014      |
| Глоба Тетяна Федорівна      | Сільський голова, 1967 року народження, освіта вища, позапартійна         | 26.10.2014   |                 |

Примітка: таблиця складена за даними сайту Верховної Ради України
Працюють 4 постійні комісії, покликаних врегульовувати різні сфери діяльності громади.

### Депутати

#### V скликання
За результатами виборів 26 березня 2006 року сформували:
- 1 депутат від Всеукраїнського об'єднання «Батьківщина»;
- 1 депутат від Політичної партії «Всеукраїнське об'єднання „Громада“»;
- 1 депутат від Соціал-демократичної партії України (об'єднаної);
- 13 позапартійних депутатів

З них жінок — 11, чоловіків — 3.

#### VI скликання
За результатами місцевих виборів 2010 року депутатами ради стали:

##### За суб'єктами висування
| Суб'єкт висування           | Кількість обраних депутатів | %    |
| --------------------------- | --------------------------- | ---- |
| Партія регіонів             | 13                          | 81,3 |
| Комуністична партія України | 2                           | 12,5 |
| Самовисування               | 1                           | 6,3  |

##### За округами
| № округу                    | Прізвище, ім'я, по батькові     | Дата визнання обраним | Освіта  | Партійна приналежність | Відомості про обраного депутата                                                    |
| --------------------------- | ------------------------------- | --------------------- | ------- | ---------------------- | ---------------------------------------------------------------------------------- |
| Комуністична партія України |                                 |                       |         |                        |                                                                                    |
| 11                          | Козир Віктор Васильович         | 02.11.2010            | середня | позапартійний          | тимчасово не працює                                                                |
| 15                          | Єрмілко Олександр Іванович      | 02.11.2010            | середня | позапартійний          | філія ВГМК «Кримський ТИТАН», охоронець                                            |
| Партія регіонів             |                                 |                       |         |                        |                                                                                    |
| 1                           | Крайнік Віктор Романович        | 02.11.2010            | середня | член Партії регіонів   | приватний підприємець                                                              |
| 2                           | Куц Наталія Сергіївна           | 02.11.2010            | середня | член Партії регіонів   | Боровківський дошкільний навчальний заклад, бухгалтер по освіті                    |
| 3                           | Івашина Сергій Миколайович      | 02.11.2010            | середня | член Партії регіонів   | Дніпропетровська дистанція лісонасаджень, тракторист                               |
| 4                           | Пасенко Людмила Ігорівна        | 02.11.2010            | вища    | позапартійна           | Боровківська сільська рада, бухгалтер                                              |
| 6                           | Мурга Оксана Михайлівна         | 02.11.2010            | вища    | член Партії регіонів   | Боровківська середня загальноосвітня школа, заступник директора по виховній роботі |
| 7                           | Каряка Віра Миколаївна          | 02.11.2010            | вища    | член Партії регіонів   | Боровківський центр соціальних служб для сім'ї, дітей та молоді, директор          |
| 8                           | Пушкарьов Юрій Олександрович    | 02.11.2010            | середня | член Партії регіонів   | Боровківський будинок культури, сторож-кочегар                                     |
| 9                           | Богатир Валентина Петрівна      | 02.11.2010            | середня | член Партії регіонів   | Матюченківський сільський клуб, завідувачка                                        |
| 10                          | Муха Валентина Миколаївна       | 02.11.2010            | середня | член Партії регіонів   | пенсіонер                                                                          |
| 12                          | Подолян Олександр Анатолійович  | 02.11.2010            | середня | член Партії регіонів   | Вільнохутірський кістково-туберкульозний санаторій, слюсар                         |
| 13                          | Журавель Ганна Юріївна          | 02.11.2010            | вища    | член Партії регіонів   | Верхньодніпровський територіальний центр, соціальний працівник                     |
| 14                          | Захарченко Тетяна Олексіївна    | 02.11.2010            | середня | позапартійна           | Вільнохутірський кістково-туберкульозний санаторій, старша медична сестра          |
| 16                          | Ващенко Олександр Олександрович | 02.11.2010            | середня | член Партії регіонів   | Вільнохутірський кістково-туберкульозний санаторій, водій                          |
| Самовисування               |                                 |                       |         |                        |                                                                                    |
| 5                           | Середа Світлана Володимирівна   | 02.11.2010            | вища    | позапартійна           | Боровківська сільська рада, секретар                                               |